# 1249 км (зупинний пункт, Одеська дирекція)
1249 кіломе́тр — пасажирський залізничний зупинний пункт Одеської дирекції Одеської залізниці на електрифікованій лінії Колосівка — Чорноморська між станціями Сербка (3 км) та Буялик (11 км). Розташований неподалік від південної околиці смт Сербка Березівського району Одеської області.

## Пасажирське сполучення
На платформі зупиняються приміські поїзди Колосівського напрямку.